# Francesca Zatrillas
Francesca Zatrillas (Cagliari, 1642 – Nizza, 1673) ereditò il feudo del Montiferru in Sardegna nel 1661, nel 1668 fu ritenuta colpevole con altri nobili sardi, della morte del marito Don Agostino Castelvì marchese di Laconi,  e del viceré di Sardegna Manuel de los Cobos y Luna, marchese di Camarasa.

## Biografia

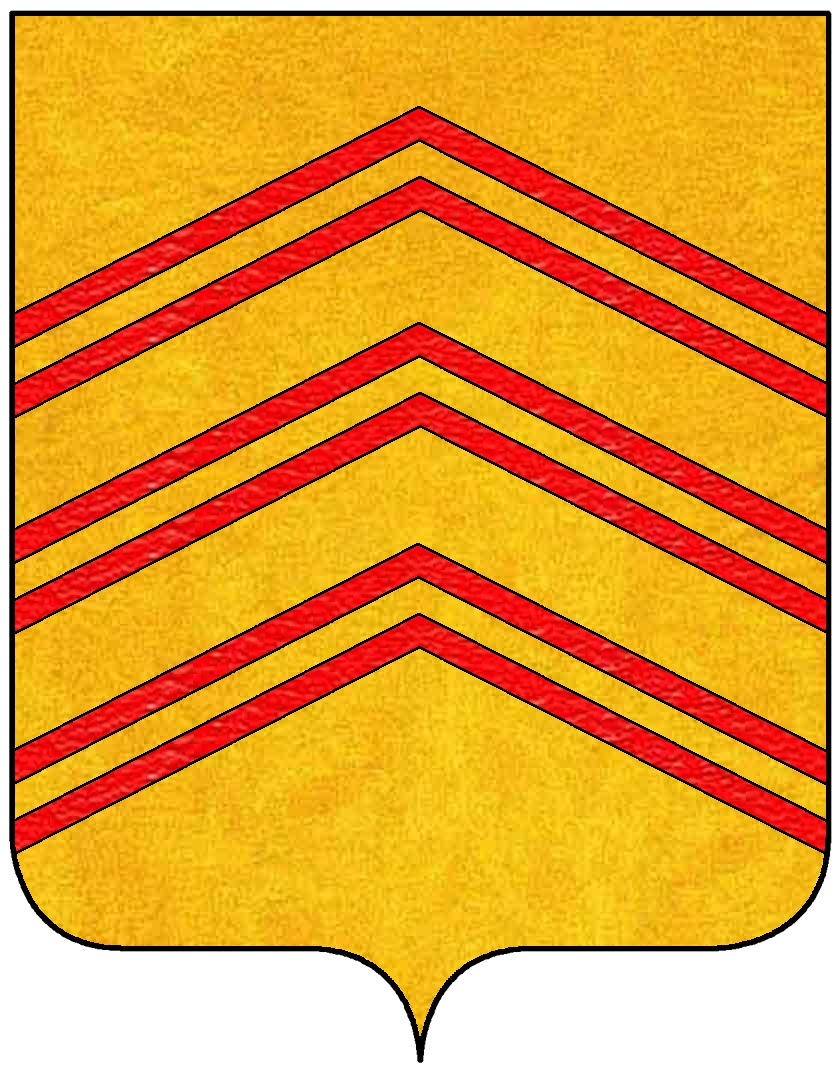
Stemma della famiglia Zatrillas

Alla morte di Giuseppe Zatrillas, avvenuta nel 1661, si aprì una lite successoria tra sua sorella donna Francesca e donna Marchesia, figlia di don Gerolamo, che si compose con l'assegnazione dei titoli e dei feudi di Cuglieri e Siete Fuentes a donna Francesca, e delle ville di Santu Lussurgiu e Sennariolo a donna Marchesia.
Donna Francesca fu dunque 5ª contessa di Cuglieri, 4ª marchesa di Siefuentes-
Alla morte de suoi genitori, si affidò al fratello della madre, il potente Don Agostino de Castelvì Marchese di Laconi che la sposò in seconde nozze nel 1665, e da cui ebbe un figlio.
Durante una delle assenze del marito, recatosi in Spagna a perorare la causa dei sardi, donna Francesca si innamorò del cugino Silvestro Aymerich, figlio del conte di Villamar. Poco dopo il ritorno del marito, questi fu assassinato.
Un mese dopo venne ucciso anche il Viceré Marchese di Camarassa, fiero antagonista del Castelvì. Finita in un gioco più grande di lei, nel contrasto che opponeva la nobiltà sarda alla Corona Spagnola, Francesca Zatrillas lasciò Cagliari per rifugiarsi a Cuglieri nel suo feudo. Qui, “con meravigliosa sfacciataggine e licenziosa indecenza, Donna Francesca tiene capriccio con Silvestro Aymerich”. Così in una lettera anonima, datata Cuglieri 5 settembre 1688; inviata al Marchese di Cea, capo ormai riconosciuto della famiglia, il quale inviava a Cuglieri il Cappuccino Fra Giuseppe di Cagliari. Questi “portatosi alla residenza della Marchesa la trovò illuminata e disposta come se in essa si dovesse preparare una festa: allegre dame giocavano a carte la stessa Francesca Zatrillas si esercitava alla chitarra. Ciò che maggiormente scandalizzò il Cappuccino fu che le finestre della casa erano tanto aperte in modo che i vicini potevano vedere tutto quanto si faceva all'interno”.
Nel 1669 le furono confiscati, come complice dell'omicidio dello stesso Viceré, il Marchesato di Siete Fuentes composto da Cuglieri, Scano, Santulussurgiu, Flussio, Sennariolo e Siete Fuentes, computato in tremila scudi circa di reddito annuo. Subito dopo, con atto del 4 gennaio 1670, il nuovo Viceré, il duca di S.Germano, vendette le Ville di Cuglieri e Scano a Don Francesco Brunengo di Cagliari per la somma di 62.227 scudi.
Francesca Zatrillas riparò successivamente a Genova e sposò il cugino Silvestro, il quale fu poco dopo assassinato a tradimento. Si fece quindi suora e morì serenamente forse nel 1673.